# Phrynichus lunatus
Espèce
Synonymes
- Phalangium lunatum Pallas, 1772

Phrynichus lunatus est une espèce d'amblypyges de la famille des Phrynichidae.

## Distribution
Cette espèce est d'origine inconnue.

## Systématique et taxinomie
La validité de cette espèce est discutée.

## Publication originale
- Pallas, 1772 : Spicilegia zoologica quibus novae imprimis et obscurae animalium species iconibus, descriptionibus atque commentariis illustrantur. Fasciculus nonus, p. 1-86.